# Greklands damlandslag i fotboll
Greklands damlandslag i fotboll spelade sin första landskamp i Viterbo i Italien den 3 juli 1991 och förlorade med 0–6 mot Italien. Grekland har aldrig kvalificerat sig till VM, EM eller OS, men var med i OS 2004 där de var direktkvalificerade som värdland. De förlorade alla tre matcherna och slogs ut i gruppspelet.